# Androcônia
Androcônia (português brasileiro) ou Androcónia (português europeu) (podendo receber as definições inglesas de scent brushes -escovas de perfume-, hair pencils -pincéis de cabelo-, ou coremata -tubos infláveis, como órgãos; cujo significado em língua grega é espanador de penas) é a denominação dada à presença de estruturas de caráter sexual localizadas no corpo e principalmente nas asas anteriores e posteriores de insetos machos da ordem Lepidoptera (borboletas e mariposas, ou traças), cuja função seja a de dispersão de perfume, nomeado feromônio, para a atração de fêmeas para a cópula. Estas estruturas podem assumir uma área de modificação de escamas, associadas a estruturas glandulares, nas asas, que acabam recebendo o termo de escamas androconiais; na forma de riscas ou manchas escuras, ligeiramente levantadas e, muitas vezes, tendo uma aparência farinácea; ou podendo assumir a forma de tufos, franjas ou dobras.

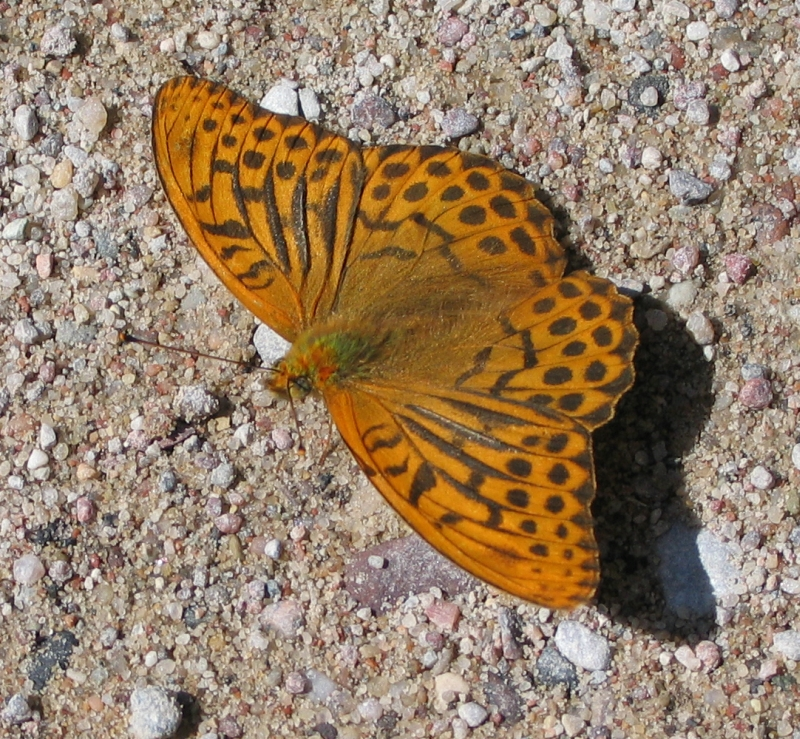
Nas asas dianteiras desta borboleta Argynnis paphia estão localizados os órgãos de androcônia, como ranhuras nas asas.

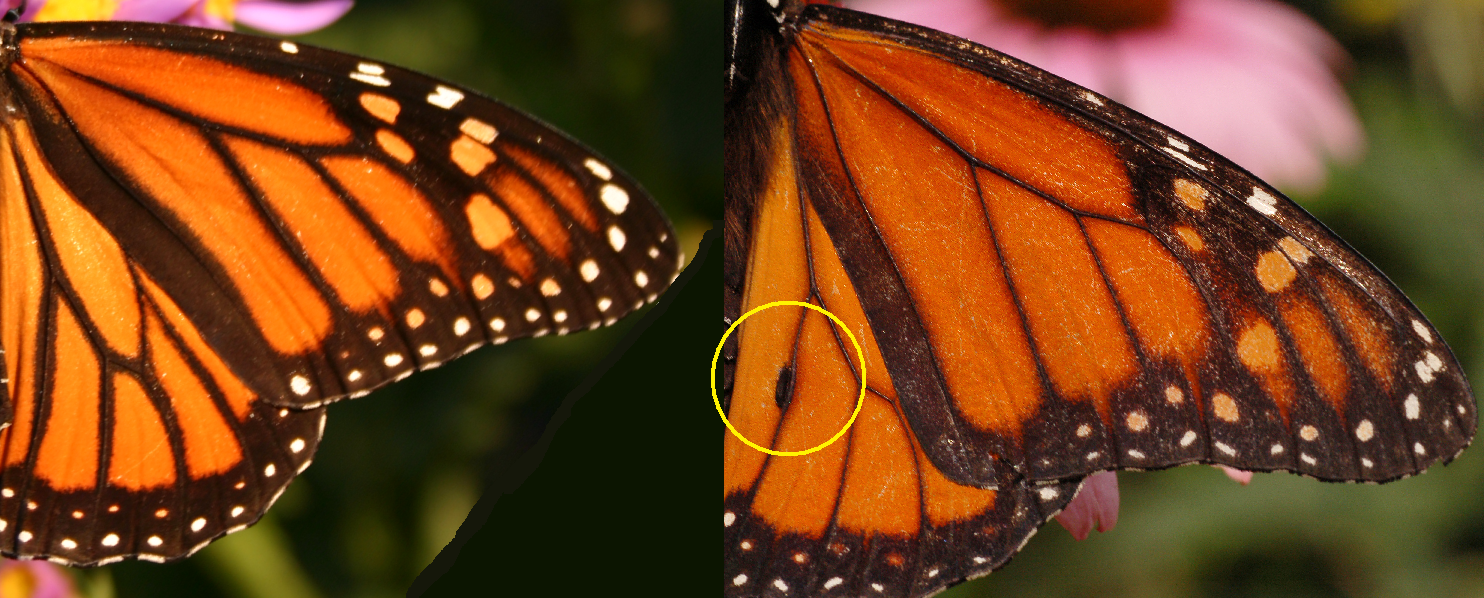
Fotografias mostrando parte das asas de uma fêmea (à esquerda) e de um macho (à direita) de Danaus plexippus (borboleta-monarca), mostrando o órgão de androcônia masculino em destaque.

A androcônia também pode assumir a forma de órgãos dispersores na ponta do abdômen de fêmeas de borboletas Battus, Parides, Troides, Ornithoptera e Heliconius e também em machos e fêmeas de certas famílias de mariposas, ou traças, como Saturniidae, Lasiocampidae, Crambidae, Erebidae e Lymantriidae. Na maioria dos táxons a aparência desses órgãos correlaciona-se mal com sua relação taxonômica e provavelmente não há outra estrutura, em insetos, que mostre tanta heterogeneidade na forma ou que seja tão efêmera em aparência como a androcônia dos Lepidoptera. Os coremata da extremidade do abdome de algumas mariposas macho, como Chionarctia nivea e Creatonotos gangis, chegam a ser grandes para suas dimensões. Ao entrar em contato com uma fêmea receptiva, eles se esvaziam e o pênis se infla.

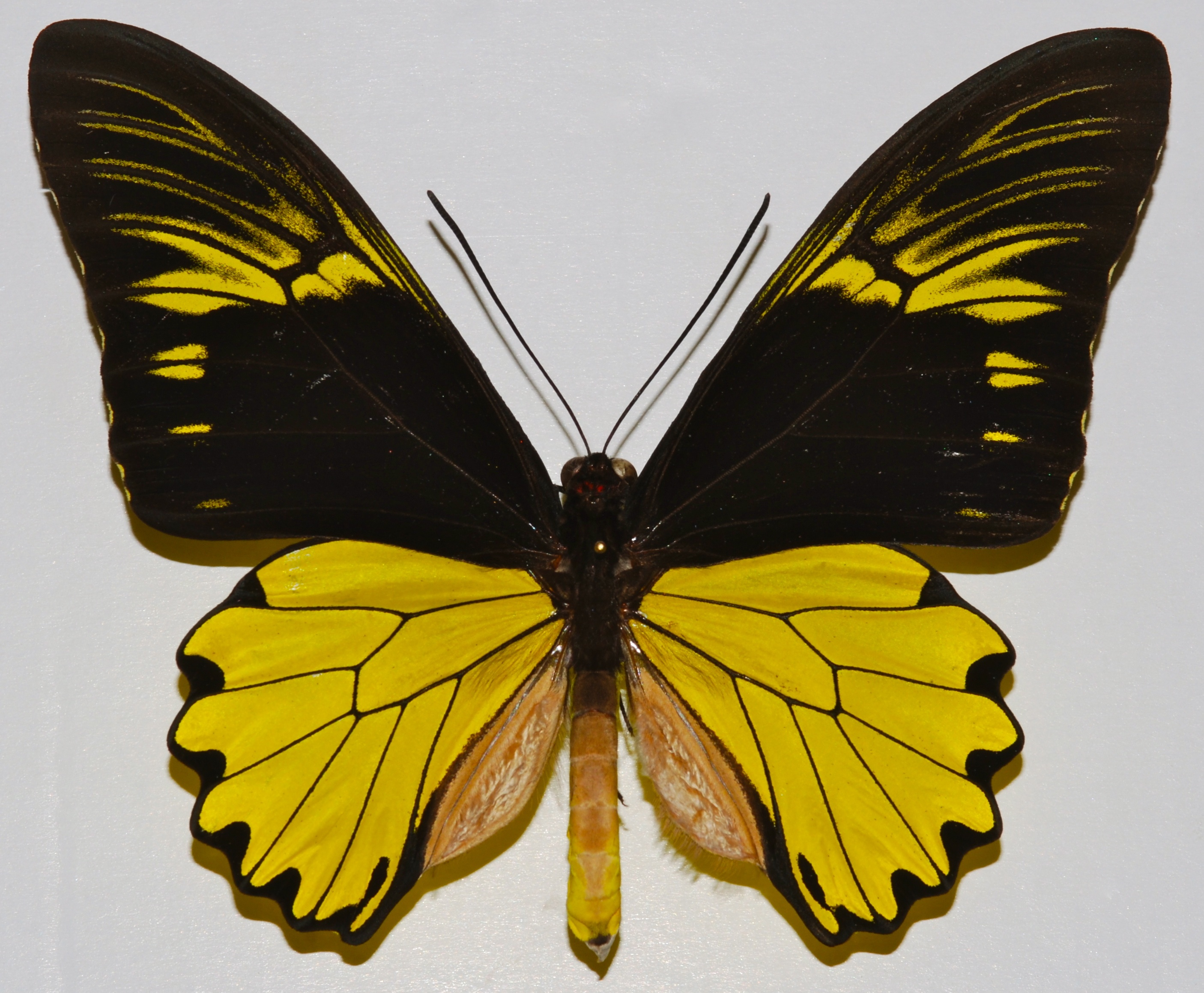
Borboleta Troides amphrysus, macho, mostrando dobras com tufos de androcônia entre suas asas posteriores e o corpo do inseto.
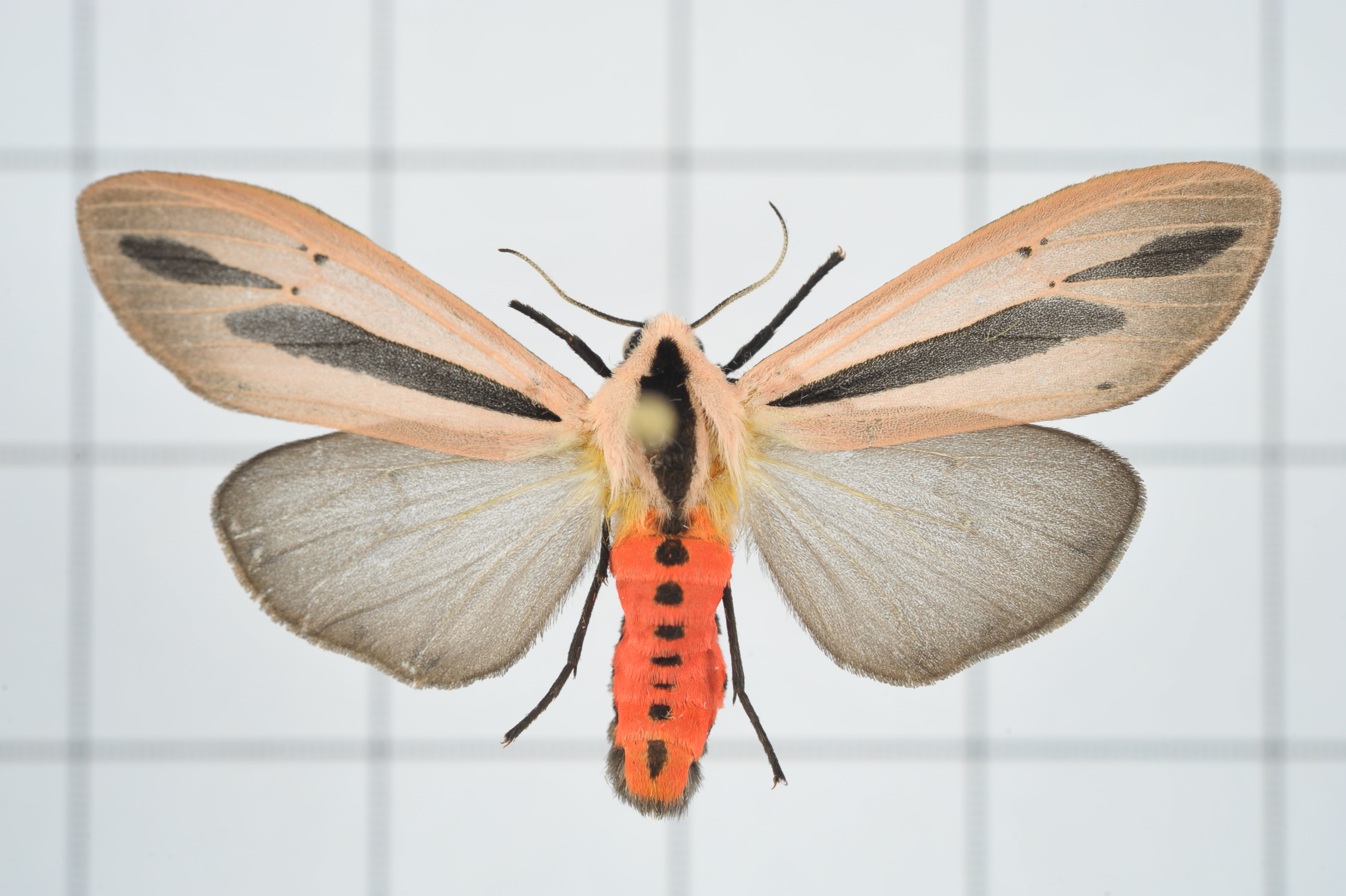
Fotografia da mariposa, ou traça, Creatonotos gangis, cujos machos são dotados de órgãos retráteis de androcônia.
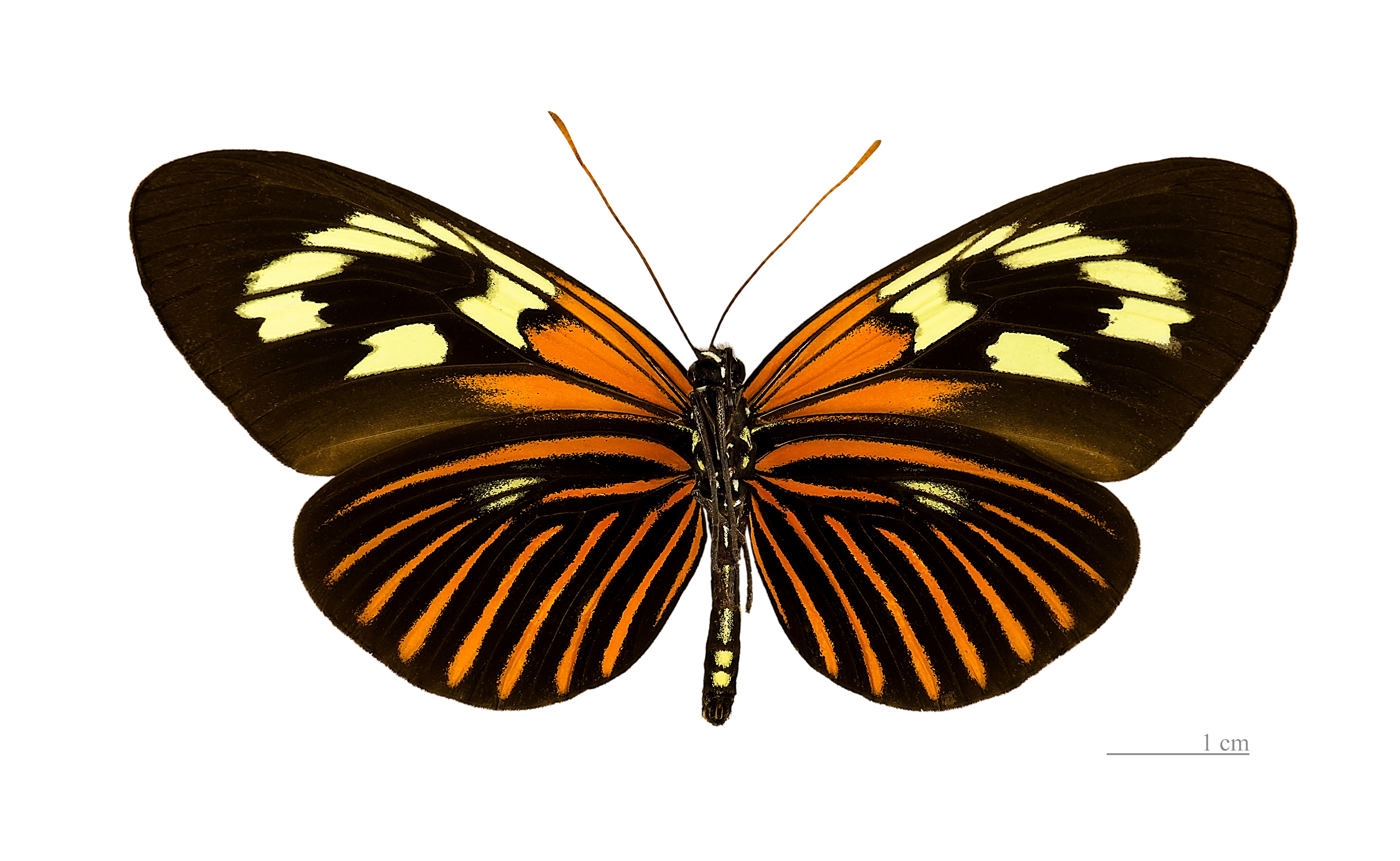
Escamas androconiais na face ventral do Heliconiini Neruda aoede, assumindo uma área amarelada em cada asa posterior.
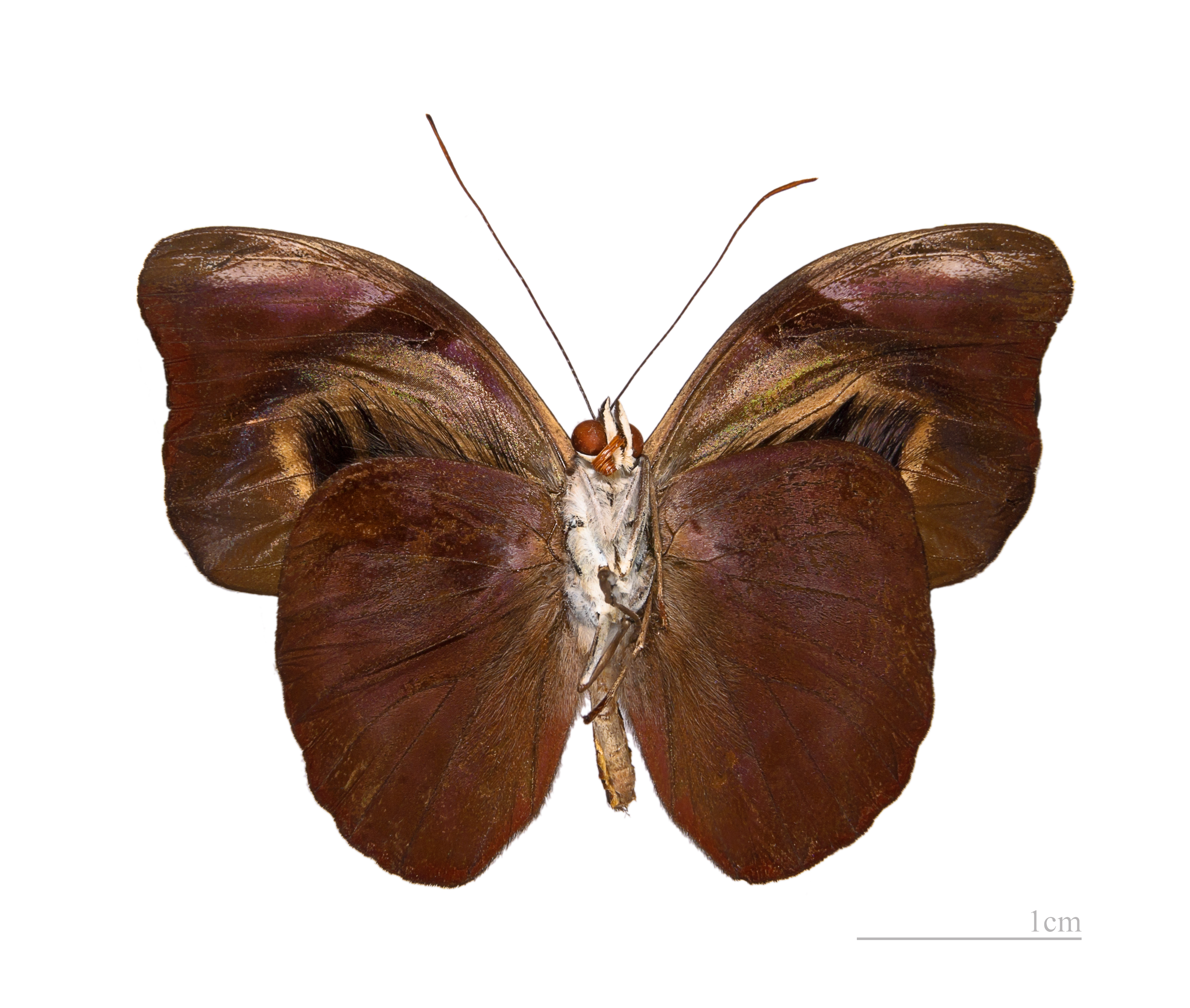
Borboleta neotropical Catonephele acontius, cujos órgãos de androcônia assumem a forma de tufos na face inferior de suas asas anteriores.
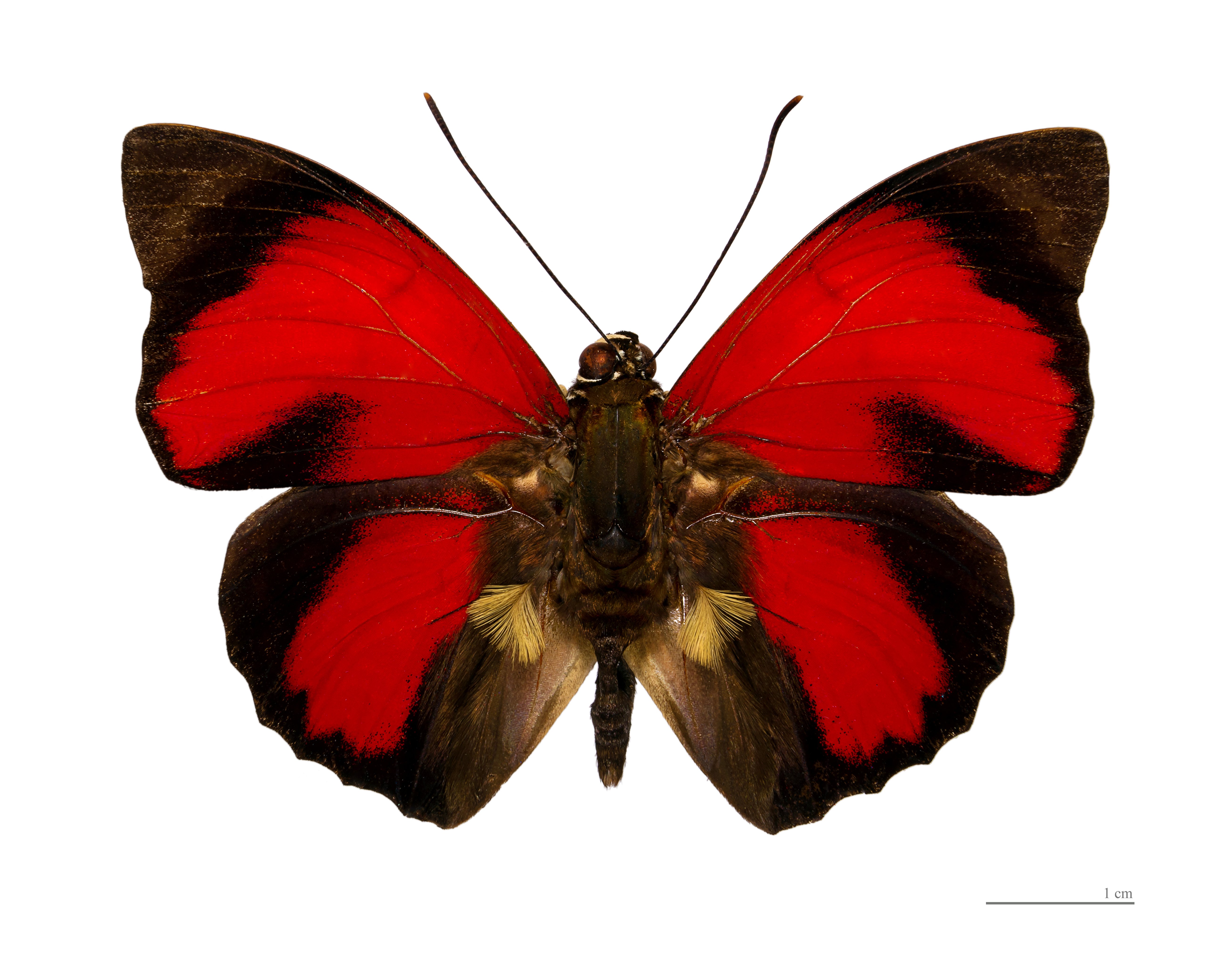
Na borboleta neotropical Prepona claudina os órgãos de androcônia assumem a forma de franjas basais nas asas posteriores dos machos, vistos por cima.